# Gonzalo Fernández de la Torre
Gonzalo Fernández de la Torre fue un religioso castellano que ejerció como obispo de Ávila desde el 23 de diciembre de 1355 hasta su muerte, el 4 de agosto de 1361, fecha en la que fue nombrado su sucesor en la sede episcopal.
Fue obispo durante el reinado de Pedro I de Castilla. Según González Dávila, aparece firmando y confirmando un privilegio del monarca, que fue concedido en 1358 a Díaz Sánchez de Quesada, al que otorga el lugar de Ibros y otros de la comarca de Baeza. Además, el mismo año Fernández de la Torre convocó un sínodo diocesano en Ávila. En cuanto a otros privilegios, el rey Pedro se limitó a confirmar los concedidos a la basílica de San Vicente por su padre.